# 徐允平
徐允平（?—？），江南含山人，清朝政治人物。进士出身。
雍正六年，擔任廣東廣州府永安縣知縣（現紫金縣知縣）。后由蔣宗泌接任。